# Robert Sanderson McCormick
Pour les articles homonymes, voir McCormick.
Ne doit pas être confondu avec Robert McCormick, Robert R. McCormick ou Robert McCormick Adams.
Robert Sanderson McCormick (1849–1919) est un diplomate américain né dans la partie rurale de l'État de Virginie. Il fait partie de la grande famille McCormick (en) devenue influente à Chicago.

## Biographie
Robert Sanderson McCormick naît le 26 juillet 1849 dans la plantation familiale de Walnut Grove dans le Comté de Rockbridge en Virginie de William Sanderson McCormick (en) (1815–1865) et de Mary Ann Grigsby (1828–1878) dont la famille possède la plantation Hickory Hill.
Lorsque Robert est encore enfant, sa famille s'installe à Chicago pour se joindre à l'entreprise familiale de machines agricoles McCormick, devenu connue sous le nom International Harvester. Il fréquente l'école préparatoire de l'université de Chicago et le collège de l'université de Virginie.

### Mariage et famille
Le 8 juin 1876, il épouse Katherine van Etta "Kate" Medill (1853–1932), fille de Joseph Medill (1823–1899) qui possède et dirige le Chicago Tribune.
Ils ont trois enfants :
1. Joseph Medill McCormick né le 16 mai 1877, futur sénateur de l'Illinois.
2. Katrina McCormick née le 17 janvier 1879 et morte cette même année le 6 juillet
3. Robert Rutherford McCormick né le 30 juillet 1880, futur influent rédacteur du Chicago Tribune.

## Carrière
McCormick forme un partenariat avec son cousin Hugh Leander Adams qu'ils appellent McCormick & Adams pour investir dans un élévateur à grain à Saint-Louis en 1876. Dans le sillage des difficultés économiques nationales qui se poursuivent après la crise bancaire de mai 1873, l'entreprise fait faillite:39
Politiquement actif et important donateur au Parti républicain, en 1889 McCormick est nommé 
Deuxième secrétaire de la légation américaine à Londres où il sert de 1889 à 1892 sous le ministre Robert Todd Lincoln. Cela lui permet d'être par la suite nommé représentant officiel pour l'Exposition universelle de 1893 à Chicago.
Sa carrière diplomatique commence lorsque le président William McKinley le nomme ministre auprès de l'Autriche-Hongrie le 7 mars 1901. McCormick présente ses lettres de créances le 29 avril 1901 et est promu premier ambassadeur des États-Unis auprès de l'Autriche-Hongrie le 27 mai 1902. Il est rappelé le 29 décembre 1902. Il sert ensuite comme ambassadeur des États-Unis auprès de la Russie impériale en 1905 et se trouve à Saint-Pétersbourg durant les protestations du Dimanche rouge de cette même année. En 1905, il remplace Horace Porter comme ambassadeur des États-Unis en France.
Il se retire en 1907 lorsque sa santé commence à décliner. Il est remplacé par Henry White. Il meurt de pneumonie le 16 avril 1919 dans sa résidence de Hinsdale en Illinois. Il est enterré au cimetière de Graceland.

## Prix et récompenses
- En 1907, le tsar Nicolas II de Russie lui confère l'ordre de Saint-Alexandre Nevski en reconnaissance de ses services à la Russie durant la guerre avec le Japon.
- Les Japonais le décorent de l'ordre du Soleil levant de première classe, pour son attention à l'intérêt du Japon au cours de la guerre russo-japonaise. Il est crédité de la négociation avec la Russie pour permettre aux juifs d'émigrer en utilisant des passeports américains, ainsi que l'a suggéré Emil Hirsch, le rabbin de Chicago[4]
- Le gouvernement français lui confère le grand-croix de la Légion d'honneur pour avoir fait progresser les relations entre la France et les États-Unis.

## Source de la traduction
- (en) Cet article est partiellement ou en totalité issu de l’article de Wikipédia en anglais intitulé « Robert Sanderson McCormick » (voir la liste des auteurs).